# Jakob Sveistrup
Jakob Sveistrup (* 8. März 1972) ist als dänischer Sänger und Musiker bekanntgeworden, obwohl er hauptberuflich Lehrer für autistische Kinder ist.

## Eurovision Song Contest 2005
Im Jahr 2005 hat er als Sieger des dänischen Melodi Grand Prix am Eurovision Song Contest 2005 in der Ukraine mit dem Song Tænder på dig (engl. Fassung: Talking to you) teilgenommen und erreichte den 10. Platz. Sein Debütalbum Jakob Sveistrup verkaufte sich in Dänemark über 30.000 Mal und wurde mit einer goldenen Schallplatte ausgezeichnet.

## Diskografie

### Alben
- 2005: Jakob Sveistrup
- 2006: Fragments

### Singles
- 2005: Tænder på dig (DK: Platin)